# Esprit d'amor
Esprit d'amor is een studioalbum van Minimum Vital.

## Inleiding
Na La source werd het weer enige jaren stil rond Minimum Vital. In 1996 trok de band in de Studio System in Château-l'Évêque om de opvolger van La source op te nemen onder leiding van geluidstechnicus Jean-Paul Trombert. Het werd opnieuw een album met een mengeling van melodieuze progressieve rock, neoprog en middeleeuwse muziek, te herkennen aan de herhalingen. Wat later een “sterk punt” zou worden, was hier nog niet als zodanig herkend, de stem van Ferracci tegenover die van Sonia Nedelec.
Het album werd voor Minimum Vitals doen snel opgevolgd door een volgend album, het livealbum Au cercle de Pierre.

## Musici
- Sonia Nedelec – zang
- Jean-Baptiste Ferracci - zang
- Jean-Luc Payssan – gitaren, achtergrondzang
- Thierry Payssan – toetsinstrumenten, achtergrondzang
- Eric Rebeyrol – basgitaar
- Charly Berna – drumstel

Met
- saxofoon: Peter Acock, Richard Ducros, Joël Versavaud
- trompet: Freddy Buson, David Raymond
- hobo: Jean-Marc Paboeuf

## Muziek
| Nr. | Titel                                              | Duur |
| --- | -------------------------------------------------- | ---- |
| 1.  | Esprit d'amor (Payssan, Payssan)                   | 5:35 |
| 2.  | Brazilian light (Payssan, Payssan)                 | 6:43 |
| 3.  | Modern trad (Payssan, Payssan)                     | 8:04 |
| 4.  | L’invitation (Payssan, Payssan)                    | 6:55 |
| 5.  | Les voyages de Costey (Payssan, Payssan)           | 3:56 |
| 6.  | Song a cinq (Payssan, Payssan)                     | 6:37 |
| 7.  | Danse pour la nouvelle alliance (Payssan, Payssan) | 6:04 |
| 8.  | Prélude aux oiseaux tristes (Payssan, Payssan)     | 1:23 |